# Благозвонница
Мужской камерный хор «Благозвонница» — московский музыкальный коллектив, существовавший в 1997-2018 годах. Был организован в 1997 году по благословению Патриарха Московского и всея Руси Алексия II. Создателем и художественным руководителем хора являлся воспитанник Московской государственной консерватории имени П. И. Чайковского, заслуженный деятель искусств Российской Федерации, архимандрит Пётр (Афанасьев).

## История коллектива
По воспоминаниям одного из ключевых участников коллектива, Георгия Сызранцева, «коллектив не сразу начал концертную деятельность, не сразу у него были помещения под репетиционный процесс, не сразу был тот штат и состав, который есть на сегодняшний момент. Сначала это было по 5-6-10 человек, которые собирались к православным праздникам».
Первое выступление хор провёл в Патриарших Палатах Московского Кремля. Затем духовная музыка в исполнении хора звучала в стенах Оружейной палаты и Исторического музея. Затем регулярные выступления хора с большим успехом проходили в Большом и Рахманиновском залах Московской Государственной консерватории, в Колонном зале Дома Союзов. Хор стал гастролировать по России и за рубежом. Хор неоднократно давал концерты по личному приглашению Президента России Владимира Путина, выступал перед главами различных зарубежных государств и на сессиях международных организаций.
11 апреля 2016 года архимандрит Пётр (Афанасьев) скончался. С момента создания коллектива и до 2016 года хормейстером Благозвонницы был заслуженный артист России Евгений Васильевич Коротеев.  В 2016—2017 году хором руководил доцент кафедры современного хорового исполнительского искусства Московской государственной консерватории имени П. И. Чайковского, заслуженный артист России А. Л. Кисляков. С хором сотрудничали ведущие солисты Геликон-Оперы.
В 2018 году коллектив прекратил своё существование.

## Репертуар
В репертуаре хора более трёхсот произведений в оригинальной обработке — образцы духовного песнопения, традиционная и современная русская церковная музыка, народные песни, старинные романсы, песни советских, российских композиторов, песни военных лет, авторские сочинения, в частности
- Величит душа моя Господа (А. Фрунза)
- Да исправится молитва моя (П. Г. Чесноков)
- Мати Божия (П. Г. Чесноков)
- Хвалите имя Господне (музыка А. В. Александров)
- Амурские волны (М. А. Кюсс)
- Ніч яка місячна (музыка Н. В. Лысенко, слова М. П. Старицкий)
- Ой цветет калина (слова М. Исаковский, музыка И. Дунаевский)
- Московские окна (музыка Т. Н. Хренников, слова М. Л. Матусовский)

## Отзывы
- Павел Алипов, канд. ист. наук. Концерт мужского хора «Благозвонница»